# Constitution polonaise du 3 mai 1791
 (mai 2019).
Si vous disposez d'ouvrages ou d'articles de référence ou si vous connaissez des sites web de qualité traitant du thème abordé ici, merci de compléter l'article en donnant les références utiles à sa vérifiabilité et en les liant à la section « Notes et références ».
Lire en ligne

Sur Wikisource : fr

Articles henriciens (1573) Constitution du duché de Varsovie (1807)
La Constitution polonaise du 3 mai 1791 est le troisième acte juridique de ce type en Europe (après la Constitution corse du 18 novembre 1755 et les Statuts de Saint-Martin de 1600) et le quatrième au monde (après la Constitution des Etats-Unis de 1787). Elle est rédigée pendant la Diète (le Parlement) dite de quatre ans ou Grande Diète, sous l'initiative du dernier roi de Pologne et grand-duc de Lituanie, Stanisław August Poniatowski. Acte législatif majeur dans l'histoire de la république des Deux Nations, elle est la première constitution adoptée par la voie démocratique en Europe, et le symbole de la mutation pacifique d'un système politique.

## Contexte
Elle est rédigée pendant la Diète dite de quatre ans, ou Grande Diète. Le texte de la Constitution est traditionnellement attribué au roi Stanisław August Poniatowski, au grand maréchal de Lituanie Ignacy Potocki et au prêtre et philosophe Hugo Kołłątaj. Elle vient achever un cycle de réformes entamé au début du règne en 1764.

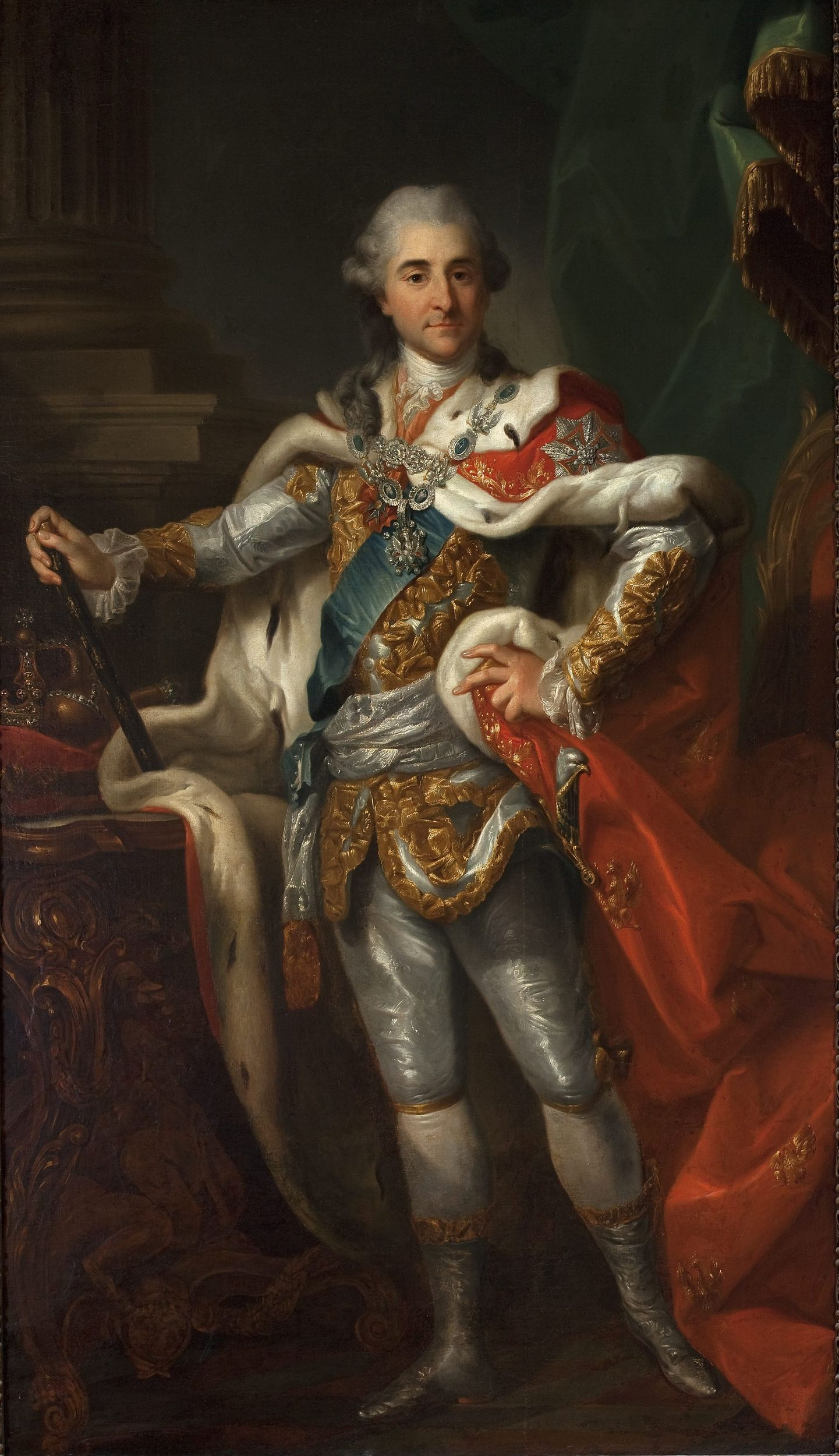
Stanisław August Poniatowski

Les membres de la Diète sont des nobles, plus ou moins disposés aux réformes proposées dans le texte. Après 7 heures de débat, il est adopté par 110 voix pour et 72 contre.

## Articles
Inspiré de la pensée politique et sociale des Lumières européennes ainsi que de la Constitution américaine de 1787, ce document composé de onze articles dispose que le gouvernement devait donner la priorité à la nation plutôt que de défendre les intérêts de quelques privilégiés. Son premier article accorde un statut dominant à la religion catholique mais, en même temps, garantit la liberté de croyance et de pratique des autres religions, confirmant la tradition de tolérance religieuse déjà établie par la confédération de Varsovie en 1573.
La Constitution du 3 mai 1791 (appelée « Loi du Gouvernement ») conserve l’ancienne structure politique et coutumière de la fédération polono-lituanienne : roi et noblesse, diète composée d’un Sénat et d’une Chambre des députés, tout en reformant et réorganisant le rôle et les rapports entre ces institutions. Ainsi, elle renforce le pouvoir royal très affaibli, abroge le liberum veto qui paralysait la diète et aborde les points suivants  :

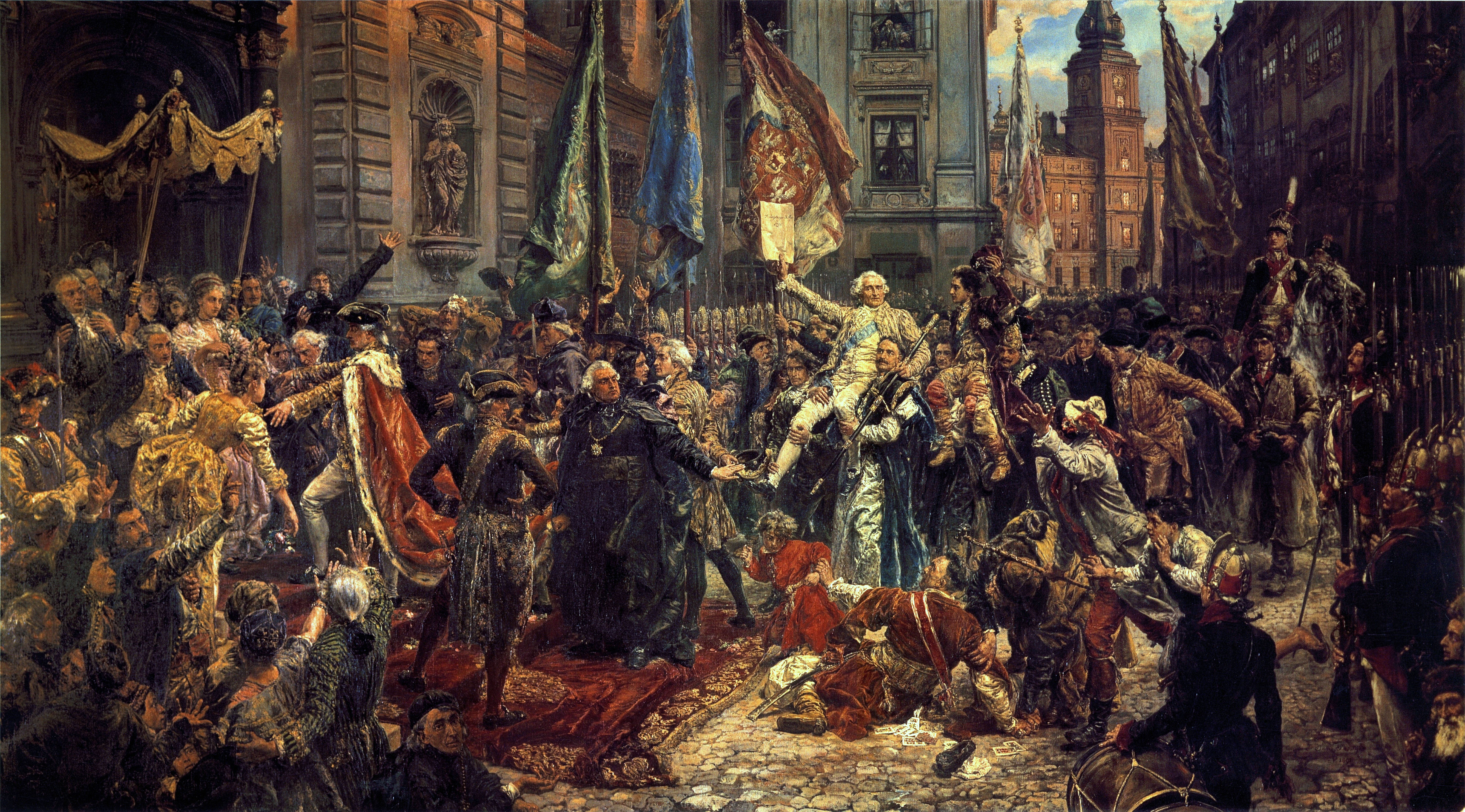
L’adoption de la Constitution du 3 mai (peinture de Jan Matejko, 1891).

- L’adoption de la Constitution du 3 mai (peinture de Jan Matejko, 1891).elle distingue les trois pouvoirs de l'État que sont l'exécutif, le législatif et le judiciaire[4], le pouvoir exécutif étant assuré par le roi, le primat et cinq ministres ;
- la monarchie constitutionnelle redevient héréditaire ;
- elle garantit l'égalité politique entre la bourgeoisie et la noblesse, les bourgeois étant désormais représentés à la Diète et ayant la possibilité de faire carrière dans l’administration ;
- elle libère les paysans de la servitude, en les plaçant sous la protection de l’État et non plus de leurs seigneurs. Il est également permis aux paysans de quitter les terres sur lesquelles ils travaillent et ceux ayant servi dans l’armée sont libres — c’est-à-dire qu’ils ne sont plus serviles et n’ont plus de corvée à accomplir ;
- l’armée voit son effectif fixé à 100 000 soldats ;
- des commissions locales administrent le droit public et veillent au bon respect des lois.

Par ailleurs, la Constitution du 3 mai abolit tous les titres aristocratiques.

## Conséquences
Moins révolutionnaire que celle dont se dotera la France cinq mois plus tard, la Constitution du 3 mai 1791 est un texte novateur perçu comme dangereux par les monarchies absolues voisines
Supprimée avec la Pologne elle-même en 1793 à la suite du partage du pays par ses voisins, la Constitution du 3 mai 1791 devint un symbole de l’indépendance du pays. 
Aujourd'hui, le 3 mai est célébré comme fête nationale en Pologne.